# Batalla de Faventia
La batalla de Faventia (actual Faenza) se llevó a cabo en la primavera de 542. En la batalla, el ejército ostrogodo bajo el rey Totila dispersó a las fuerzas bizantinas más grandes de los generales Constanciano y Alejandro, iniciando el resurgimiento de la resistencia goda ante la reconquista bizantina de Italia. Antes de la batalla, Valaris, un godo gigantesco, desafió a cualquier bizantino de hacer un combate personal con él. Valaris fue asesinado por el soldado bizantino (armenio) Artabazo, quien también fue herido de muerte.

## Batalla
Según Procopio de Cesarea, el momento clave de la batalla fue cuando la retaguardia bizantina fue violentamente atacada por unos 300 hombres de la caballería ostrogoda.